# Marshall McLuhan
Herbert Marshall McLuhan (Edmonton, 21 luglio 1911 – Toronto, 31 dicembre 1980) è stato un sociologo, filosofo e critico letterario canadese.
La fama di Marshall McLuhan è legata alla sua interpretazione innovativa degli effetti prodotti dalla comunicazione sia sulla società nel suo complesso sia sui comportamenti dei singoli. La sua riflessione ruota intorno all'ipotesi secondo cui il mezzo tecnologico che determina i caratteri strutturali della comunicazione produce effetti pervasivi sull'immaginario collettivo, indipendentemente dai contenuti dell'informazione di volta in volta veicolata. Di qui la sua celebre tesi secondo cui "il medium è il messaggio".

## Biografia
Nato nel 1911 in Canada a Edmonton, nella provincia dell'Alberta, McLuhan studiò dapprima ingegneria alla Università del Manitoba, quindi lingua e letteratura inglese all'Università di Cambridge, nel Regno Unito. A Cambridge fu allievo di I. A. Richards e Frank Raymond Leavis e fu influenzato dalla corrente letteraria del New Criticism. Nell'anno accademico 1936-37 insegnò all'Università del Wisconsin. Il 30 marzo 1937 McLuhan completò quella che era stata una conversione lenta ma totale, quando fu formalmente accolto nella Chiesa cattolica romana. In seguito insegnò nelle istituzioni di educazione superiore della Chiesa cattolica.
Dal 1937 al 1944 insegnò inglese alla Saint Louis University. Qui ebbe tra gli studenti un giovane gesuita di nome Walter J. Ong, che avrebbe poi preparato e discusso la tesi (Ph.D.) su un argomento proposto da McLuhan, e che sarebbe diventato anch'egli, in seguito, in modo analogo al suo amico e maestro McLuhan, un'autorità nel campo dei mezzi di comunicazione e delle relative tecnologie.

Il 4 agosto 1939 McLuhan sposò Corinne Lewis, di Fort Worth (Texas), e insieme passarono il 1939-40 nell'Università di Cambridge, dove egli continuò a lavorare alla sua tesi di dottorato su Thomas Nashe e le arti verbali. Dal 1944 al 1946 McLuhan insegnò presso l'Assumption College a Windsor, nel Canada. Dal 1946 al 1979 insegnò al St. Michael's College dell'Università di Toronto, avendo personaggi come Hugh Kenner tra i suoi studenti. McLuhan insegnò anche per un anno alla Fordham University, quando suo figlio Eric realizzò il famoso esperimento di Fordham sugli effetti della televisione.

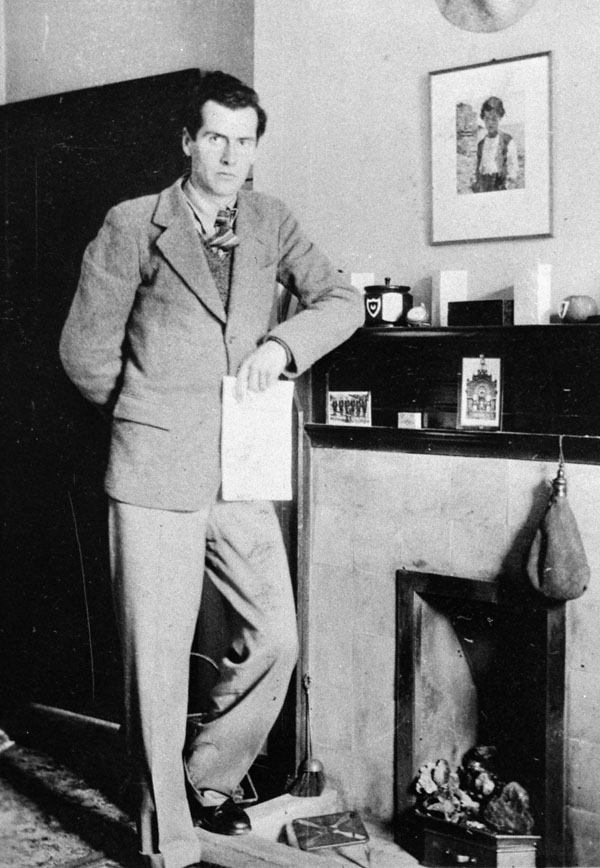
Marshall McLuhan

## Opera
(Marshall McLuhan, Gli strumenti del comunicare)
Durante gli anni trascorsi all'Università di Saint Louis (1937-1944), McLuhan lavorò a due progetti ambiziosi: la sua tesi di dottorato e il manoscritto che fu poi pubblicato in libro nel 1951 col titolo La sposa meccanica. Tale libro includeva solo una selezione del materiale che McLuhan aveva preparato.
La tesi di dottorato a Cambridge di McLuhan del 1943 è un saggio di formidabile erudizione, che studia la storia delle arti verbali (grammatica, logica e dialettica, retorica—cioè il trivium) dall'epoca di Cicerone fino al tempo di Thomas Nashe. Nelle sue pubblicazioni successive McLuhan usa a volte il concetto latino di trivio per indicare una rappresentazione ordinata e sistematica di alcuni periodi della storia della cultura occidentale.
Per esempio, McLuhan suggerisce che il Medioevo fosse caratterizzato dalla centralità dello studio della logica formale. La svolta chiave che portò al Rinascimento non fu la riscoperta di testi antichi ma la nuova enfasi che ricevettero lo studio della retorica e del linguaggio rispetto allo studio formale della logica.

### La galassia Gutenberg
In questo libro McLuhan sottolinea per la prima volta l'importanza dei mass media nella storia umana; in particolare, discute dell'influenza della stampa a caratteri mobili sulla storia della cultura occidentale.
Nel libro McLuhan illustra come con l'avvento della stampa a caratteri mobili (1455) si compia definitivamente il passaggio dalla cultura orale alla cultura alfabetica. Se nella cultura orale la parola è una forza viva, risonante, attiva e naturale, nella cultura alfabetica la parola diventa un significato mentale, legato al passato. Con l'invenzione di Gutenberg queste caratteristiche della cultura alfabetica si accentuano e si amplificano: tutta l'esperienza si riduce a un solo senso, cioè la vista. La transizione dalla prevalenza di un senso (l'udito della cultura orale) alla prevalenza di un altro (la vista della cultura scritta) ha profonde ripercussioni anche sul nostro modo di percepire il mondo e dargli un senso. La comunicazione orale, poiché si veicola attraverso l'udito, ci pone in una relazione avvolgente, in quanto il suono si propaga in ogni direzione. La comunicazione orale ci inserisce in uno stato relazionale emotivamente più coinvolgente che amplifica il nostro senso di comunità. Al contrario, la comunicazione scritta, veicolata dalla vista, ci pone in una modalità di relazione più distanziante e meno emotiva. Comunicando attraverso il senso della vista, tendiamo pertanto ad esercitare maggiormente la nostra singolarità e razionalità.
La stampa è la tecnologia dell'individualismo, del nazionalismo, della quantificazione, della meccanizzazione, dell'omogeneizzazione, insomma è la tecnologia che ha reso possibile l'era moderna.
La diffusione della stampa e della comunicazione scritta, inoltre, modifica la relazione anche con altri mezzi di comunicazione apparentemente distanti da un testo. Interessanti, in questo senso, sono le ricerche riportate ne La Galassia Gutenberg che mostrano come la diffusione del libro eserciti un'influenza significativa anche nella modalità di approccio allo schermo cinematografico. Una volta addestrati e abituati a una direzione di lettura (ad esempio da sinistra a destra e dall'alto verso il basso nel canone occidentale) l'occhio tenderà a "leggere" e a recepire le informazioni che passano sullo schermo di un cinema o di un televisore secondo il meccanismo di lettura testuale.
Alla base del pensiero di McLuhan (e della Scuola di Toronto di cui, insieme a Walter J. Ong, è il maggiore rappresentante) troviamo un accentuato determinismo tecnologico, cioè l'idea che in una società la struttura mentale delle persone e la cultura siano influenzate dal tipo di tecnologia di cui tale società dispone.

### Gli strumenti del comunicare
Questo è tra i lavori maggiormente noti di McLuhan, e costituisce una ricerca innovativa nel campo dell'ecologia dei media. È qui che McLuhan afferma che è importante studiare i media non tanto in base ai contenuti che veicolano, ma in base ai criteri strutturali con cui organizzano la comunicazione. Questo pensiero è notoriamente sintetizzato con la frase "il medium è il messaggio". Tuttavia sarebbe fuorviante ridurre l'analisi condotta ai soli mezzi di comunicazione di massa o mass - media. La riflessione di McLuhan abbraccia, in linea generale, qualsiasi tipo di media. Secondo McLuhan “medium” è tutto ciò da cui si origina un cambiamento; secondo tale accezione, anche l'orologio può essere definito come media, in quanto ha trasformato il modo di percepire e gestire il tempo. In effetti la versione originale in inglese del libro in questione è titolata Understanding Media (vale a dire Capire i media) mentre il titolo della traduzione italiana - "Gli strumenti del comunicare" - trae evidentemente in inganno.
McLuhan afferma che "nelle ere della meccanica, avevamo operato un'estensione del nostro corpo in senso spaziale. Oggi, dopo oltre un secolo di impiego tecnologico dell'elettricità, abbiamo esteso il nostro stesso sistema nervoso centrale in un abbraccio globale che, almeno per quanto concerne il nostro pianeta, abolisce tanto il tempo quanto lo spazio" (Mc Luhan, Gli strumenti del comunicare, Il Saggiatore, Milano, 1967, p. 9). Ad esempio, un primo medium analizzato da McLuhan è stato quello tipografico. McLuhan osserva infatti che la stampa ha avuto un grande impatto nella storia occidentale, veicolando la Riforma protestante, il razionalismo e l'illuminismo e originando il nazionalismo, l'industrialismo, la produzione di massa, l'alfabetismo e l'istruzione universale.
Si può dunque asserire che qualsiasi tecnologia costituisce un medium nel senso che è un'estensione e un potenziamento delle facoltà umane, e in quanto tale genera un messaggio che retroagisce con i messaggi dei media già esistenti in un dato momento storico, rendendo complesso l'ambiente sociale, per cui è necessario valutare l'impatto dei media in termini di "implicazioni sociologiche e psicologiche" (p. 10).
McLuhan afferma che il contenuto di una trasmissione ha in realtà un effetto minimo sia in presenza di programmi per bambini o di spettacoli violenti. Si tratta certamente di una forzatura, questa, che però tende a mettere l'accento sulla struttura dello strumento che sovente viene dimenticata a favore del contenuto. Per esemplificare, lo stesso film (contenuto) visto alla televisione o al cinema (medium) ha un effetto diverso sullo spettatore. Di conseguenza la struttura della televisione e la struttura del cinema hanno un impatto particolare nella società e sugli individui che deve essere colto e analizzato attentamente.
McLuhan osserva che ogni medium ha caratteristiche che coinvolgono gli spettatori in modi diversi; ad esempio, un passo di un libro può essere riletto a piacimento, mentre (prima dell'avvento delle videocassette) un film deve essere ritrasmesso interamente per poterne studiare una parte. È in questo testo che McLuhan introduce la classificazione dei media in caldi e freddi.
Fra le tesi più illuminanti, quella per cui ogni nuova tecnologia (comprese la ruota, il parlato, la stampa), esercita su di noi una lusinga molto potente, tramite la quale ci ipnotizza in uno stato di "narcisistico torpore". Difatti, una totale immersione nelle logiche mediali può condurre, inconsapevolmente, l'uomo a una condizione di "idiota tecnologico", ovvero una sorta di narcosi e intorpidimento in grado di far perdere di vista la realtà. Se non abbiamo gli anticorpi intellettuali adatti, questo capita appena ne veniamo in contatto, e ci porta ad accettare come assiomi assoluti le assunzioni non neutrali intrinseche in quella tecnologia. Se invece riusciamo a evitare di esserne fagocitati, possiamo guardare quella tecnologia dall'esterno, con distacco, e a quel punto riusciamo non solo a vedere con chiarezza i principi sottostanti e le linee di forza che esercita, ma anche i mutamenti sociali diventano per noi un libro aperto, siamo in grado di intuirli in anticipo e (in parte) di controllarli (pp. 19–20).
In questo saggio viene proposta una interessante visione dell'artista in relazione alla tecnologia e ai media; McLuhan affida all'artista un ruolo centrale definendolo: “l'uomo che in qualunque campo, scientifico o umanistico, afferra le implicazioni delle proprie azioni e della scienza del suo tempo. È l'uomo della consapevolezza integrale.” L'autore riconosce all'artista la consapevolezza come strumento di analisi della realtà e di anticipazione del futuro: attraverso una profonda visione l'artista analizza il passato e il presente inventando e anticipando possibili mondi futuri. Egli guarda al presente e, con la lente della consapevolezza (capacità alla quale McLuhan riconosce un ruolo centrale), vede possibili scenari futuri. Gli artisti interpretano i possibili cambiamenti indotti dalla tecnologia prima che essa inizi a modificare la società, e, partendo da questa analisi, cercano di proporre dei possibili adattamenti ai mutamenti futuri.
L'arte ricopre il duplice ruolo di medium e di strumento per proporre un possibile adattamento ai cambiamenti imposti dalla tecnologia; e il ruolo dell'artista è anch'esso duplice: da una parte egli deve anticipare degli scenari non ancora esistenti e, dall'altra, inventa e propone, a sé stesso e alla società, dei modelli possibili per affrontare il cambiamento inevitabile. McLuhan suggerisce di iniziare a guardare all'arte non più come un gioco ma di vedere il suo reale valore e riconoscerle il suo ruolo anticipatorio.
Nell'èra elettrica, nell'èra dell'immediatezza e della velocità, McLuhan indica la necessità che l'artista ricopra un ruolo centrale nella società, aiutando a riconoscere e comprendere (con altrettanta immediatezza) i cambiamenti indotti dalla tecnologia, estendendo la propria consapevolezza alla collettività.
Senza una adeguata e necessaria conoscenza degli effetti della tecnologia si rischia di non riconoscere gli imminenti mutamenti e di giungere impreparati diventandone vittima. Per sfuggire a questo pericolo è necessario che il ruolo dell'artista venga riconosciuto e valorizzato.
L'artista può quindi preparare e anticipare l'effetto di una nuova tecnologia prevenendo l'intorpidimento della mente e l'annichilimento dell'agire cosciente. McLuhan vede perciò nell'arte una capacità esatta di prevedere e prevenire le conseguenze, individuali e sociali, della tecnologia.

### Il medium è il messaggio
L'espressione "il medium è il messaggio" ci dice perciò che ogni medium va studiato in base ai criteri strutturali in base ai quali organizza la comunicazione; è proprio la particolare struttura comunicativa di ogni medium che lo rende non neutrale, perché essa suscita negli utenti-spettatori determinati comportamenti e modi di pensare e porta alla formazione di una certa forma mentis. Ci sono, poi, alcuni media che secondo McLuhan assolvono soprattutto la funzione di rassicurare e uno di questi media è la televisione, che per lui era un mezzo di conferma: non un medium che dia luogo a novità nell'ambito sociale o nell'ambito dei comportamenti personali.
La televisione non crea delle novità, non suscita delle novità, è quindi un mezzo che conforta, consola, conferma e "inchioda" gli spettatori in una stasi fisica (stare per del tempo seduti a guardarla) e mentale (poiché favorisce lo sviluppo di una forma mentis non interattiva, diversamente da altri ambienti comunicativi a due o più sensi).
Nel 1967 McLuhan e Quentin Fiore pubblicano un testo dal titolo "Il medium è il massaggio". Secondo il figlio di McLuhan (e riportato dal sito della fondazione McLuhan) il termine "massaggio" invece che "messaggio" è frutto dell'errore di un tipografo; quando McLuhan lo vide esclamò "lascialo, è grandioso e mira al target!" Si veniva infatti a creare un involontario gioco di parole, in tipico stile McLuhan, e l'ultima parola del titolo poteva essere interpretata in quattro modi diversi: massaggio, era delle masse ("Massage" and "Mass Age"), messaggio, era del caos ("Message" and "Mess Age").

### Media "caldi" e media "freddi"
Questa classificazione ha dato luogo a equivoci e a discussioni, dovute al fatto che gli aggettivi "caldo" e "freddo" sono stati adoperati in senso antifrastico, cioè in senso opposto rispetto al loro reale significato. 
McLuhan classifica come "freddi" i media che hanno una bassa definizione e che quindi richiedono un'alta partecipazione dell'utente, in modo che egli possa "riempire" e "completare" le informazioni non trasmesse; i media "caldi" sono invece quelli caratterizzati da un'alta definizione e da una scarsa partecipazione. McLuhan nei suoi scritti parrebbe cadere in contraddizione nel definire "caldo" o "freddo" un particolare medium, nel caso della scrittura per esempio questa viene dapprima definita fredda poi "calda ed esplosiva".
Per superare questa ambiguità occorre distinguere il senso emotivo degli aggettivi "caldo" e "freddo" da quello matematico, specificamente adottato nel senso di una diretta proporzione fra "temperatura mediatica" e "quantità di informazione". Questa proporzione ha senso nell'ambito di uno e un solo canale sensoriale. Confrontare il "calore" della radio con quello della televisione costituirebbe dunque un vizio di forma, poiché l'una agisce sull'udito e l'altra sulla visione. Benché, ovviamente, televisione e cinema abbiano una forte componente uditiva, nell'analisi della loro temperatura mediatica questa non è indicativa, a meno che non si consideri lo specifico canale acustico in un'analisi a parte.
Ha senso, invece, un confronto tra media di diversa "vocazione" sensoriale, se si ragiona sugli effetti, in merito a una determinata strategia (ad esempio, la propaganda politica).

### Il villaggio globale
Quello del "villaggio globale" (1968) è un metaforico ossimoro adottato da McLuhan per indicare come, con l'evoluzione dei mezzi di comunicazione, tramite l'avvento del satellite che ha permesso comunicazioni in tempo reale a grande distanza, il mondo sia diventato piccolo e abbia assunto di conseguenza i comportamenti tipici di un villaggio.
Nell'opera "Understanding Media" (1964), McLuhan scrive: "Oggi, dopo più di un secolo di tecnologia elettrica, abbiamo esteso il nostro sistema nervoso centrale fino a farlo diventare un abbraccio globale, abolendo limiti di spazio e tempo per quanto concerne il nostro pianeta". Il concetto che sta alla base di questa affermazione è la credenza dello studioso nel fatto che la tecnologia elettronica sia diventata un'estensione dei nostri sensi, particolarmente la vista e l'udito. Le nuove forme di comunicazione, specialmente radio e televisione, hanno trasformato il globo in uno spazio fisicamente molto più contratto di un tempo, in cui il movimento di informazione da una parte all'altra del mondo è istantanea. La formazione di una comunità globale ampia ma anche molto integrata nelle sue diverse parti incoraggia lo sviluppo di nuove forme di coinvolgimento internazionale e di correlativa responsabilità.
Il termine villaggio globale è inteso, a tal proposito, in due sensi diversi:
1. da un punto di vista più letterale, ci si riferisce alla nozione di un piccolo spazio in cui le persone possono comunicare rapidamente tra loro e in tal modo l'informazione diviene molto più diffusa e immediata. Infatti, mediante i nostri "sensi estesi" ognuno di noi fa esperienza in tempo reale di eventi che possono avvenire fisicamente sull'altra faccia del pianeta;
2. da una prospettiva più ampia, si intende una comunità globale, in cui tutti sono interconnessi all'interno di uno spazio armonioso e omogeneo.

## Opere
- La sposa meccanica; originale: 1951 The Mechanical Bride: Folklore of Industrial Man (Gingko Press) ISBN 1-58423-050-9
- 1976 La galassia Gutenberg: nascita dell'uomo tipografico; originale: 1962 The Gutenberg Galaxy: The Making of Typographic Man (Routledge & Kegan Paul) ISBN 0-7100-1818-5
- Gli strumenti del comunicare (Il Saggiatore, Milano) ISBN 88-515-2029-1; originale: 1964 Understanding Media: The Extensions of Man (Gingko Press) ISBN 1-58423-073-8
- 1967 Il medium è il massaggio: un inventario di effetti illustrato da Quentin Fiore (Feltrinelli, Milano, 1968; Corraini, Mantova, 2011) ISBN 88-07-80557-X; originale: The Medium is the Massage: An Inventory of Effects (creato a quattro mani insieme al designer Quentin Fiore; prodotto da Jerome Agel) (Random House; 2000 ristampato da Gingko) ISBN 1-58423-070-3
- 1968 War and Peace in the Global Village (copertina di Quentin Fiore; prodotto da Jerome Agel) (ristampata nel 2001 da Gingko) ISBN 1-58423-074-6
- 1989 The Global Village (con Bruce R. Powers) (Oxford University Press) ISBN 0-19-505444-X
- The Medium and the Light: Reflections on Religion (Paperback, 2002); trad. italiana: La luce e il mezzo. Riflessioni sulla religione (Armando, 2002) ISBN 88-8358-282-9

## Riferimenti nei media
- Di McLuhan è nota l'apparizione in un cameo di una famosissima scena del film di Woody Allen Io e Annie (Annie Hall, 1977), divenuta di culto. Il regista, volendo evidenziare l'assoluta inadeguatezza di molti pretenziosi pseudo-intellettuali e allo stesso tempo mettere in risalto un aspetto della personalità di McLuhan, fece apparire lo studioso in modo inaspettato e gli fece pronunciare la frase "Lei non ha capito assolutamente nulla del mio lavoro, il solo fatto che lei possa insegnare una qualunque materia in una scuola è assolutamente sconvolgente", in risposta agli sproloqui di un giovane professore della Columbia University. La scena si svolge durante un'attesa al botteghino di un cinema, dove un saccente critico, in coda al botteghino proprio dietro a un infastidito Woody Allen in fila insieme a Diane Keaton, cerca di fare colpo sulla ragazza con una conversazione intellettuale in cui cita Federico Fellini, Samuel Beckett e, infine, proprio McLuhan.
- McLuhan ha ispirato il personaggio del professor Brian O'Blivion nel film Videodrome, di David Cronenberg [senza fonte]
- Su McLuhan è tramandato un piccolo aneddoto (di cui fu davvero protagonista), che mostra come, già negli anni settanta, McLuhan avesse compreso le enormi potenzialità delle comunicazioni di massa, in particolare della televisione. L'episodio è stato raccontato dal comico italiano Daniele Luttazzi, intervenuto a Rai Radio 1 il 1º luglio 2007: «McLuhan era uno che al premier canadese che negli anni settanta si interrogava su un modo per sedare dei disordini in Angola disse 'riempite la nazione di apparecchi televisivi'; ed è quello che venne fatto; e la rivoluzione in Angola cessò.»[6][senza fonte]
- McLuhan viene citato nell'album The Lamb Lies Down on Broadway dei Genesis (1974) (Marshall McLuhan, casual viewing, head buried in the sand).